# يوركتاو
يوركتاو (بالباشقيرية: Йөрәктау — «a heart mountain»)‏ هو واحد من أربعة شياهين، وتقع في منطقة إيشيمبايسسكي، على الحدود مع مدينة سترليتاماك. وهي كتلة الشعاب المرجانية للعصر البرمي السفلي (حقبة الحياة القديمة)، التي تشكلت قبل 230 مليون عام في البحر الاستوائي.
قد أدرجت مقاطعة إيشيمبايسكي وتوراتاو في القائمة القصيرة لمشروع «عجائب روسيا السبع»(باسم شيهان). هذا هو النصب التذكاري الطبيعي الذي ربما تم تدميره من طرف شركة الصودا الباشكيرية والسلطات الروسية.

## الخصائص الفيزيائية
طول - 1 كم، عرض 850 م، ارتفاع - فوق نهر بيلايا - 220 م، فوق مستوى التربة - 200 م، الارتفاع المطلق فوق مستوى سطح البحر - 338 م.
لديه شكل مخروطي. المنحدرات - 20-30 درجة، ولكن لا تشكل الحواف الصخرية. الجزء السفلي مغطى بقع. عند قاعدة المنحدر الشمالي للجبال توجد ينابيع، واحدة بمياه الكبريت.
عند سفح يوركتاو تقع بحيرة موشكا.

## قائمة مواقع التراث الجيولوجي
يتم تضمين الشيهان الباشكيري يوركتاو، مع جبال كوشتاو وتوراتاو، في قائمة مواقع التراث الجيولوجي ذات الأهمية العالمية مثل "Geosite" تحت رعاية الرابطة الأوروبية لحماية التراث الجيولوجي ProGEO . جاء ذلك في الشهادة التي أعدها دكتورالعلوم الجيولوجية والمعدنية، القائم بأعمال مدير مركز أبحاث أوفا الفيدرالي (UFIC RAS) سيرجي كوفاليف.

## معرض الصور

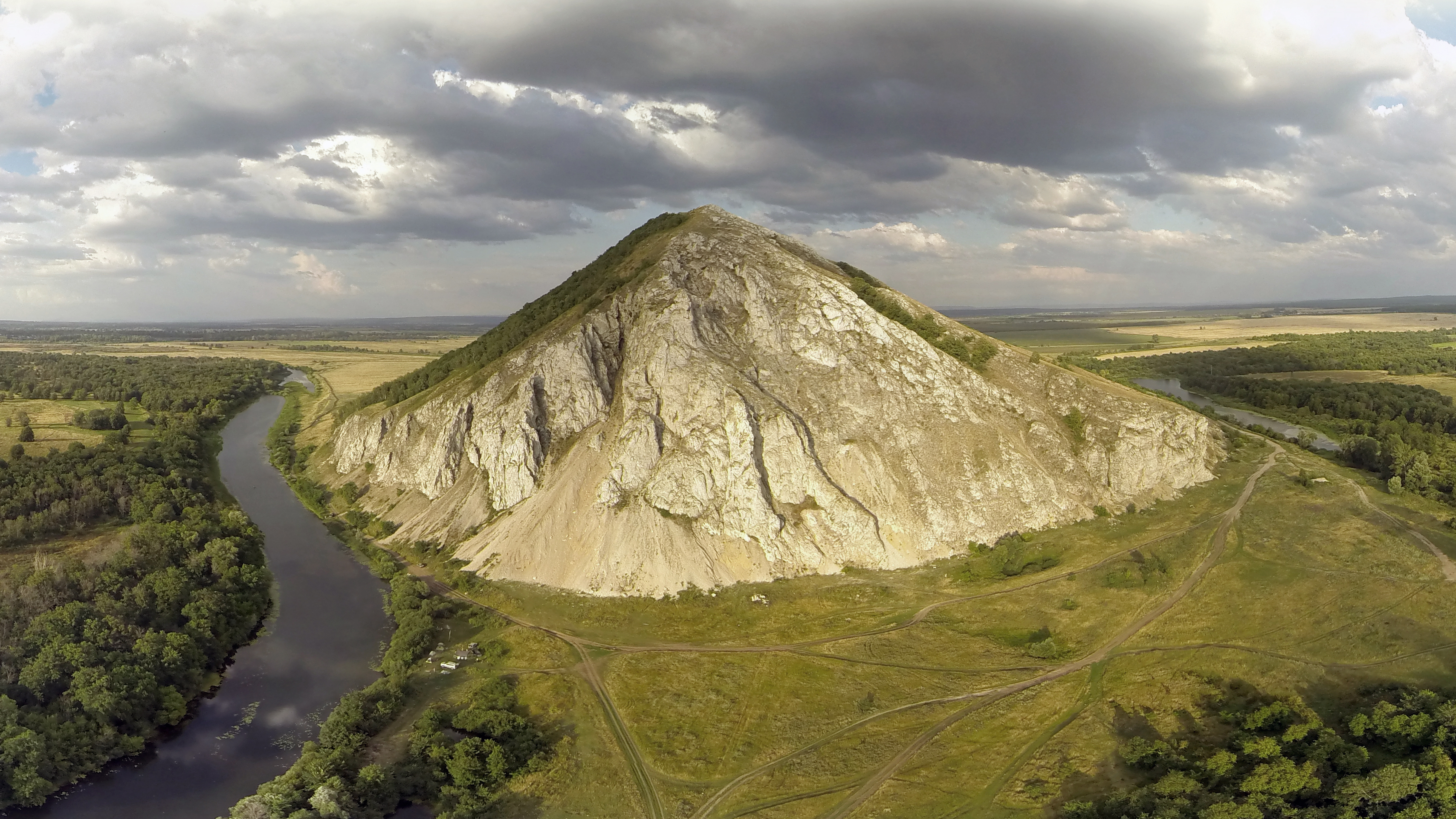
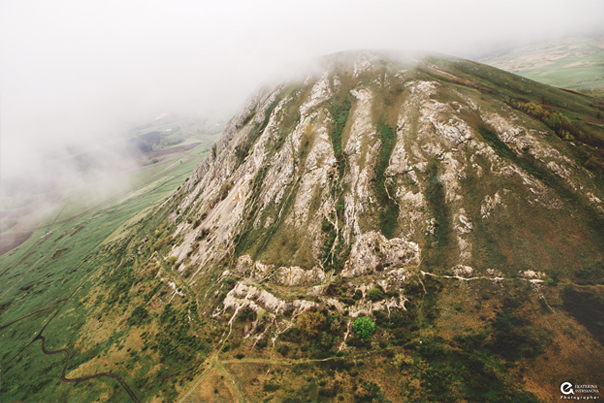
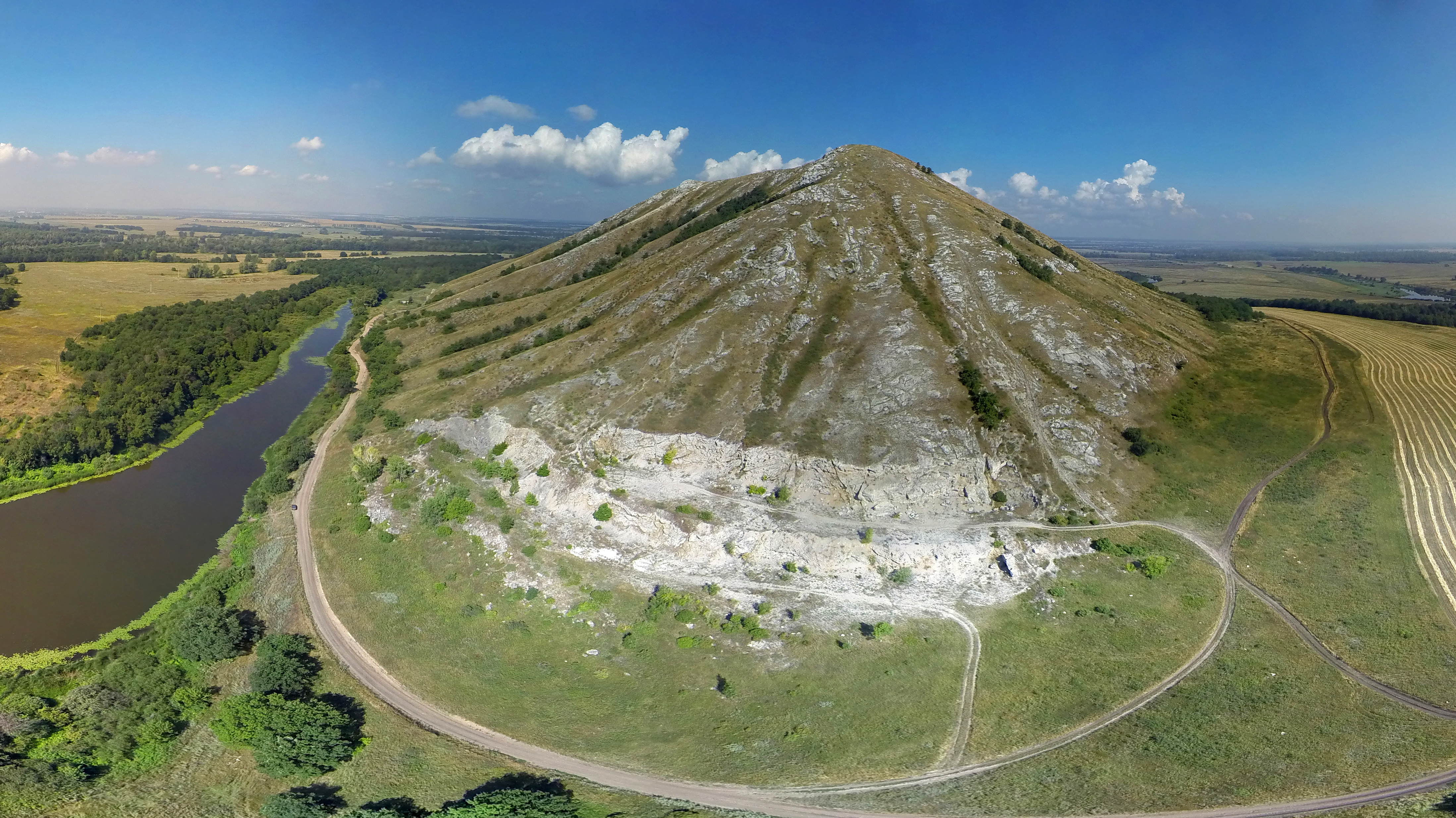

## وصلات خارجية
- الشياهين في باشكورتوستان
- «شيهان» في باشكورتوستان الموسوعة الموجزة
- انقذوا الشياهين في توراتاو ويوراكتو
- جولة افتراضية في توراتاو
- جولة افتراضية في يوراكتو
- بانوراما دورية جوية من كوستو